# Al-Dżubajha
Al-Dżubajha (arab. الجبيهه) – miasto w Jordanii (muhafaza Amman). Według danych szacunkowych na rok 2008 liczy 80 542 mieszkańców.